# Camí de la Balma Fosca
El Camí de la Balma Fosca, o de la Bauma Fosca, és un camí rural que uneix el petit nucli a l'entorn de Sant Andreu de Castellcir amb la Balma Fosca, dins del terme municipal de Castellcir, a la comarca del Moianès.

El Camí de la Balma Fosca, respecte del terme de Castellcir

Arrenca del nucli format per l'església parroquial, la Rectoria Vella i Cal Tomàs en direcció sud-est, seguint la riera de Castellcir per la riba esquerra, però separant-se'n gradualment per pujar cap a la carena que hi ha en aquell costat. Passa a migdia del Cau del Llop, i comença a baixar cap a llevant, vers la vall del torrent del Bosc per davant, al nord-oest, de la masia del Bosc. Fins aquí el Camí de la Balma Fosca coincideix plenament amb el Camí del Bosc i el Camí de Bernils.
Al nord d'aquesta masia, el camí travessa el torrent esmentat i, tot just després d'haver-lo travessat, troba un trencall cap al nord-est que segueix el torrent del Bosc pel seu costat esquerre. El camí ressegueix pel costat de ponent tota la Baga de la Balma Fosca, fins que, al nord d'aquesta baga, i a tocar del termenal amb Sant Quirze Safaja, arriba a la Balma Fosca.

## Etimologia
Com en el cas de la major part de camins, el nom que els designa és clarament descriptiu. En aquest cas, el nom del camí es refereix al lloc on mena: la ja esmentada Baga Fosca.